# Kieselbach (Hartha)
Kieselbach ist ein Ortsteil der Stadt Hartha im Landkreis Mittelsachsen. 1964 hatte der Ort 209 Einwohner. 1952 wurde Neudörfchen eingemeindet. 1969 wurde er nach Gersdorf eingemeindet, seit 2004 gehört er zu Hartha.

## Geschichte
Kieselbach entstand im 12. Jahrhundert im Zuge des Landesausbaus im Pleißenland. 
1245 bestätigte Ks. Friedrich II. dem Kloster Buch u. a. den Besitz von Kiselbach, das es von Heinrich von Polkenberg (de Poleche) zusammen mit Gersdorf und Langenau erhalten hatte. 1255 wird ein Ulrich von Kyselbach erwähnt, vermutlich ehem. Vasall der Herren von Polkenberg, Ein Herrensitz ist jedoch nicht lokalisierbar. 1277 umfassten die Regelungen bezüglich der Handwerker in Gersdorf zwischen dem Kloster Buch und dem Burggrafen von Leisnig auch das Gebiet von Kieselbach.
1378 hatte Kieselbach jährlich 11 Scheffel Korn und dasselbe in Hafer, dazu ein Küchenrind, an das castrum Leisnig zu liefern. 1386 verkaufte Mgf. Wilhelm dem Kloster Buch weitere Einnahmen u. a. in Kieselbach mit beiden Gerichten.
1548 nennt das Amtserbbuch von Kloster Buch zu Kieselbach „9 besessene Mann, darunter 5 Pferdner, die sind alle dem Kloster Buch lehen- und zinsbar“ mit 7½ Hufen. Beide Gerichte sind beim Kloster Buch bzw. dem Pfarrer von Gersdorf.
Kieselbach war stets nach Gersdorf gepfarrt.
Am 1. Januar 1952 wurde die bis dahin eigenständige Gemeinde Neudörfchen eingegliedert.